# 허먼 J. 맹키위츠
허먼 제이컵 맹키위츠(영어: Herman Jacob Mankiewicz, 1897년 11월 7일 ~ 1953년 3월 5일)는 미국의 영화 각본가다. 오손 웰스 감독의 영화 《시민 케인》의 각본을 쓴 것으로 유명하다. 그 이전에는 시카고 트리뷴의 베를린 특파원이자 뉴욕 타임스와 더 뉴요커의 드라마 평론가이기도 했다.

## 영화
- 최후의 명령
- 특종 기사 (1931년 영화)
- 식은 죽 먹기
- 오즈의 마법사 (1939년 영화)
- 시민 케인
- 야구왕 루 게릭